# Goldschmidt (Familienname)
Goldschmidt ist ein ursprünglich jüdischer Familienname. Varianten sind Goldschmiedt oder Goldschmitt.

## Namensträger

### A
- Abraham Meyer Goldschmidt (1812–1889), Rabbiner der jüdischen Gemeinde in Warschau und der Israelitischen Religionsgemeinde Leipzig
- Adalbert von Goldschmidt (Komponist) (Adalbert Goldschmidt; 1848–1906), österreichischer Komponist
- Adalbert von Goldschmidt (Jurist) (Pseudonym Loriarius; 1879–1940), deutsch-US-amerikanisch-mexikanischer Jurist, Staatswissenschaftler, Wirtschaftsjournalist und Handelsredakteur
- Adolf Goldschmidt (?–1937), deutscher Kaufmann
- Adolph Goldschmidt (1863–1944), deutscher Kunsthistoriker
- Aenne Goldschmidt (1920–2020), Schweizer Tänzerin, Pädagogin und Choreografin
- Albert Goldschmidt (Verleger) (1838–1911), deutscher Verleger
- Albert Max von Goldschmidt-Rothschild (Albert Maximilian von Goldschmidt-Rothschild; Albert von Rothschild und Varianten; 1879–1941), deutsch-schweizerischer Bankier und Kunstsammler
- Alfons Goldschmidt (1879–1940), deutscher Schriftsteller
- Alfred Goldschmidt (1865–1934), deutscher Philosoph
- Andreas Goldschmidt (* 1954), deutscher Naturwissenschaftler
- Annemarie Goldschmidt (1922–1942), deutsche römisch-katholische Märtyrin jüdischer Herkunft
- Anthony Goldschmidt (1942–2014), US-amerikanischer Grafikdesigner
- Arnd Goldschmidt (* 1981), deutscher Kanute
- Arthur Goldschmidt (Jurist) (1873–1947), deutscher Jurist und Politiker (DVP, CDU)
- Arthur Goldschmidt (Bibliophiler) (1883–1951), deutscher Unternehmer, Publizist und Bibliophiler
- Arthur Goldschmidt (Kunsthändler) (1891–1966), deutscher Kunsthändler
- Arthur Goldschmidt (Historiker) (Arthur Edward Goldschmidt; * 1938), US-amerikanischer Historiker und Hochschullehrer

### B
- Benedikt Goldschmidt (um 1575–1642), Hofbankier in Kassel und Vorsteher der Landjudenschaft
- Benjamin Goldschmidt (1807–1851), Mathematiker (Gauß-Schüler) und Hochschullehrer
- Berthold Goldschmidt (1903–1996), deutscher Komponist
- Bertrand Goldschmidt (1912–2002), französischer Chemiker, Atomphysiker und Diplomat
- Björn Goldschmidt (* 1979), deutscher Kanute

### C
- Carl Leopold Goldschmidt (1787–1858), Politiker der Freien Stadt Frankfurt

### D
- David Goldschmidt (Jurist) (1883–1964), deutscher Jurist und Autor
- David Goldschmidt (Maler) (1896–1981), Schweizer Maler
- David Goldschmidt (Mathematiker) (* 1942), US-amerikanischer Mathematiker
- Dietrich Goldschmidt (1914–1998), deutscher Soziologe und Bildungsforscher

### E
- Edmond Goldschmidt (1863–1932), französischer Fotograf
- Elisabeth Goldschmidt (1912–1970), israelische Genetikerin und Zoologin
- Else Goldschmidt (1898–1975), deutsche Unternehmerin und Börsenmaklerin
- Ella Goldschmidt (1876–1972), deutsche Unternehmerin
- Emil Goldschmidt (1901–1990), deutsch-chilenischer Schulleiter, Hochschullehrer, Germanist und Soziologe
- Eduard Goldschmidt (1793–1865), Textilfabrikant und Stadtverordneter in Berlin
- Ernst Goldschmidt (Maler) (1879–1959), dänischer Maler und Kunsthistoriker
- Ernst Goldschmidt (Widerstandskämpfer) (1904–1963), deutscher Widerstandskämpfer und Literat
- Ernst Goldschmidt (Verleger) (1906–1992), belgischer Kunsthistoriker und Verleger
- Ernst Goldschmidt (Filmproduzent) (1931–2023), deutscher Filmproduzent und Manager
- Ernst Daniel Goldschmidt (1895–1972), deutsch-israelischer Bibliothekar
- Ernst Philip Goldschmidt (1887–1954), niederländisch-österreichisch-britischer Buchantiquar
- Eva Goldschmidt Wyman (1934–2021), deutsch-amerikanische Autorin

### F
- Francisco C. Goldschmidt (* 1981), chilenischer Komponist
- Franz Goldschmidt (* 1952), Schweizer Künstler
- Friedrich Goldschmidt (1837–1902), Industrieller und Mitglied des Deutschen Reichstags
- Fritz Goldschmidt (1893–1968), deutscher Jurist, Senatspräsident am Kammergericht

### G
- Georg Goldschmidt  (1823–1904), deutscher Kapellmeister und Komponist
- Georges-Arthur Goldschmidt (* 1928), französischer Schriftsteller und Übersetzer
- Gertrud Louise Goldschmidt (1912–1994), deutsch-venezolanische Künstlerin, siehe Gego
- Grant Goldschmidt (* 1983), südafrikanischer Beachvolleyballspieler
- Günther Goldschmidt (1894–1980), deutscher Bibliothekar

### H
- Hans Goldschmidt (Chemiker) (1861–1923), deutscher Chemiker
- Hans Goldschmidt (Historiker) (1879–1940), deutscher Historiker
- Hans Eberhard Goldschmidt (1908–1984), österreichischer Publizist, Verleger und Widerstandskämpfer gegen den Nationalsozialismus
- Hans Walter Goldschmidt (Pseudonym Hans Frischhof; 1881–1940), deutscher Jurist und Hochschullehrer
- Hartmut Goldschmidt (* 1956), deutscher Mediziner
- Harry Goldschmidt (1910–1986), Schweizer Musikwissenschaftler
- Heimann Joseph Goldschmidt (1761–1835), deutscher Arzt
- Heinrich Goldschmidt (Wiedertäufer) († 1529), österreichischer Wiedertäufer
- Heinrich Jacob Goldschmidt (1857–1937), Chemiker, Vater von Victor Moritz Goldschmidt (1888–1947)
- Helmut Goldschmidt (1918–2005), deutscher Architekt
- Henriette Goldschmidt (1825–1920), deutsche Frauenrechtlerin und Sozialpädagogin
- Herbert Goldschmidt (1890–1943), deutscher Politiker
- Hermann Goldschmidt (Journalist) (1841–1922), böhmisch-österreichischer Journalist und Schriftsteller
- Hermann Levin Goldschmidt (1914–1998), deutsch-schweizerischer Philosoph
- Hermann Mayer Salomon Goldschmidt (1802–1866), deutsch-französischer Astronom und Maler
- Hesse Goldschmidt (1689/90–1733), deutscher Kaufmann
- Hilde Goldschmidt (1897–1980), deutsche Malerin und Graphikerin des Expressionismus
- Hugo Goldschmidt (1859–1920), deutscher Musikwissenschaftler

### I
- Ilana Goldschmidt (* 1968), deutsche Filmeditorin
- Isidor Goldschmidt (1893–1964), österreichisch-US-amerikanischer Filmverleiher und Filmproduzent
- Ivan Goldschmidt (* 1958), belgischer Filmregisseur und Filmproduzent

### J
- Jakob Goldschmidt (1882–1955), deutscher Bankier und Kunstmäzen
- James Goldschmidt (1874–1940), deutscher Jurist
- Jean Goldschmit (1924–1994), luxemburgischer Radrennfahrer
- Johann Goldschmidt (Politiker) (1894–1962), österreichischer Politiker (CSP)
- Johann Georg Goldschmidt (1823–1903), preußischer Musikdirektor
- Johann Philipp Jakob von Horn-Goldschmidt (1724–1796), Generalvikar in Köln
- Johanna Goldschmidt (1806–1884), deutsche Frauenrechtlerin, Schriftstellerin und Philanthropin
- Johannes Goldschmidt (1894–1952), deutscher Physiker und Klimatologe
- Jonas Goldschmidt (1806–1900), deutscher Arzt, Offizier und Schriftsteller
- Josef Goldschmidt (Bankier) († 1572), deutscher Bankier
- Josef Goldschmidt (Politiker) (1907–1981), israelischer Politiker
- Joseph Goldschmidt (1842–1925), deutscher Pädagoge
- Julius Goldschmidt (Mediziner) (1843–um 1931), deutscher Mediziner und Diplomat
- Julius Goldschmidt (Unternehmer) (1884–1936), deutscher Adressiermaschinenfabrikant
- Jürgen Goldschmidt (* 1961), deutscher Politiker (FDP)

### K
- Karl Goldschmidt (Industrieller) (1792–1857), deutscher Industrieller (Kattunfabrik R. Goldschmidt und Söhne Berlin)
- Karl Goldschmidt (1857–1926), deutscher Chemiker und Unternehmer
- Karl Goldschmidt (Journalist) (1863–?), deutscher	Redakteur und Politiker, Abgeordneter im Preußischen Abgeordnetenhaus
- Karl Goldschmidt (Maler) (* 1930), deutscher Maler
- Käthe Starke-Goldschmidt (1905–1990), deutsche Theaterwissenschaftlerin und Überlebende des Holocaust
- Kurt Walter Goldschmidt (1877–1942), Schriftsteller und Philosoph

### L
- Lazarus Goldschmidt (1871–1950), litauisch-britischer Orientalist
- Leonore Goldschmidt (1897–1983), deutsche Pädagogin
- Leopold Goldschmidt (1896–1987), deutscher Journalist
- Levin Goldschmidt (1829–1897), deutscher Jurist
- Lucien Goldschmidt (1912–1992), US-amerikanischer Buchantiquar
- Ludwig Goldschmidt (Philosoph) (1853–1931), deutscher Mathematiker, Philosoph und Lehrer am Ernestinum Gotha
- Ludwig Goldschmidt (Richter) (1895–1970), deutscher Jurist und Richter
- Lukas Goldschmidt (* 1965), österreichischer Musiker und Komponist

### M
- Marie Goldschmidt (1880–1917), französische Ballonfahrerin
- Marie-Anne von Goldschmidt-Rothschild (1892–1973), deutsche Kunstsammlerin, Malerin, Schriftstellerin
- Martin Goldschmidt (?–1915), deutscher Chemiker und Unternehmer
- Matti Goldschmidt (* 1951), österreichisch-israelischer Choreograph
- Max Goldschmidt (1864–1920), deutscher Humorist und Volkssänger
- Max Goldschmidt (Mediziner) (1884–1972), deutscher Augenarzt, 1937 Emigration in die Schweiz
- Maximilian von Goldschmidt-Rothschild (1843–1940), deutscher Bankier, Kunstmäzen und Kunstsammler
- Meïr Aron Goldschmidt (1819–1887), dänischer Schriftsteller
- Meyer Goldschmidt (1650–1736), dänischer Hofjuwelier und Gemeindevorstand
- Millicent Goldschmidt (* 1926), US-amerikanische Mikrobiologin und Hochschullehrerin
- Miriam Goldschmidt (1947–2017), deutsche Schauspielerin, Regisseurin und Autorin
- Moritz von Goldschmidt (1803–1888), preußischer Konsul und Prokuraführer des Bankhauses Rothschild
- Moritz Goldschmidt (Biologe) (1863–1916), deutscher Botaniker
- Moritz Goldschmidt (Schriftsteller) (1865–1934), deutscher Schriftsteller
- Moses Goldschmidt (1873–1943), jüdischer Arzt und Autor in NS Zeit

### N
- Neil Goldschmidt (1940–2024), US-amerikanischer Politiker, Gouverneur von Oregon, Verkehrsminister der Vereinigten Staaten
- Nicholas Goldschmidt (1908–2004), tschechisch-kanadischer Musiker
- Nils Goldschmidt (* 1970), deutscher Ordnungsökonom

### O
- Otto Goldschmidt (1829–1907), deutscher Komponist

### P
- Paul Goldschmidt (Historiker) (1840–1920), deutscher Historiker
- Paul Goldschmidt (Orientalist) (1850–1877), deutscher Orientalist
- Paul Goldschmidt (Logopäde) (1914–2010), niederländischer Logopäde
- Paul Goldschmidt (Baseballspieler) (* 1987), US-amerikanischer Baseballspieler
- Paul Goldschmidt-Fürstner (1902–1990), deutscher Gynäkologe; seit 1937 Exil in den USA
- Per Goldschmidt (1943–2013), dänischer Jazzmusiker und Schauspieler
- Peter Goldschmidt (1662–1713), protestantischer Prediger und Verfasser zweier Dämonologien
- Peter Goldschmidt (Manager) (* 1947), US-amerikanischer Manager (Sandoz AG)
- Pinchas Goldschmidt (* 1963), Oberrabbiner von Moskau
- Pippa Goldschmidt, britische Astrophysikerin und Schriftstellerin

### R
- Ragnhild Goldschmidt (1828–1890), dänische Frauenrechtlerin
- Richard Goldschmidt (1878–1958), deutscher Biologe und Genetiker
- Richard Hellmuth Goldschmidt (1883–1968), deutscher Psychologe
- Robert Goldschmidt (1877–1935), belgischer Physiker und Erfinder
- Rudolf Goldschmidt (1876–1950), deutscher Ingenieur, Erfinder und Unternehmer
- Rudolf Goldschmidt (Landrat) (1896–1976), deutscher Verwaltungsbeamter
- Ruth P. Goldschmidt-Lehmann (1930–2002), deutsch-britisch-israelische Bibliothekarin

### S
- Salomon Goldschmidt (Rabbiner, 1817) (1817–1897), deutscher Rabbiner und Kaufmann
- Salomon Goldschmidt (Rabbiner, 1837) (1837–1927), deutscher Rabbiner und Lehrer
- Sandra Goldschmidt (* 1976), deutsche Gewerkschafterin
- Siegbert Goldschmidt (1874–1938), deutscher Unternehmer im Berliner Unterhaltungssektor, Kinobetreiber, Kino-Dirigent und Stummfilmkomponist
- Siegfried Goldschmidt (1877–1926), deutscher Neurologe, siehe Sanatorium Dr. Goldschmidt #Der Gründer
- Siegfried Goldschmidt (Jurist) (1890–1938), deutsch-amerikanischer Jurist und Schriftsteller
- Siegfried S. Goldschmidt (1844–1884), deutscher Indologe und Hochschullehrer
- Simon Goldschmidt (1600–1658), deutscher Hofbankier und Vorsteher der Landesjudenschaft
- Simoné Goldschmidt-Lechner, afrodiasporische deutsch- und englischsprachige Autorin, Übersetzerin, Kuratorin, Herausgeberin und interdisziplinäre Künstlerin
- Stefan Goldschmidt (1889–1971), deutscher Chemiker

### T
- Theo Goldschmidt (1883–1965), deutscher Chemiker, Industrieller und Kunstsammler
- Theodor Goldschmidt (1817–1875), deutscher Chemiker und Unternehmer
- Thomas Egel-Goldschmidt (* 1947), deutscher Violinist und Hochschullehrer
- Tobias Goldschmidt (* 1981), Staatssekretär im Ministerium für Energiewende, Landwirtschaft, Umwelt, Natur und Digitalisierung des Landes Schleswig-Holstein

### V
- Victor Goldschmidt (Philosoph) (1914–1981), französischer Philosoph deutscher Herkunft
- Victor Mordechai Goldschmidt (1853–1933), deutscher Mineraloge, Kristallograph, Naturphilosoph, Sammler und Mäzen
- Victor Moritz Goldschmidt (1888–1947), schweizerisch-norwegischer Geochemiker

### W
- Walter Goldschmidt (1917–1986), österreichischer Kapellmeister und Komponist
- Werner Goldschmidt (Verleger) (1903–1975), Kunsthistoriker und Verleger
- Werner Goldschmidt (Jurist) (1910–1987), Rechtsphilosoph und Professor für internationales Privatrecht
- Werner Goldschmidt (Soziologe) (1940–2019), Soziologe und Hochschullehrer
- Wilhelm Goldschmidt (1841–nach 1921), Buchhändler in St. Petersburg, Schriftsteller, Übersetzer und Zeitungsherausgeber

Siehe auch:
- Evonik Goldschmidt, Chemieunternehmen
- Goldschmidt (Familie)
- Horn genannt Goldschmidt